# Notothixos leiophyllus
Notothixos leiophyllus är en sandelträdsväxtart som beskrevs av Karl Moritz Schumann. Notothixos leiophyllus ingår i släktet Notothixos och familjen sandelträdsväxter. Inga underarter finns listade i Catalogue of Life.